# 城之内早苗
城之内 早苗（じょうのうち さなえ、1968年5月17日 - ）は、茨城県鹿島郡神栖町（現・神栖市）出身の演歌歌手。おニャン子クラブの元メンバー。プロダクション尾木を経て個人事務所所属。所属レコード会社は徳間ジャパンコミュニケーションズ。

## 経緯
幼少期より民謡と三味線を習う。中学2年生のときに東京12チャンネル（現・テレビ東京）とCBS・ソニー主催の『全日本演歌選手権』への応募をきっかけにスカウトされる。
その後、1984年に「神栖町民音頭」をレコーディングした 以外は特に何も音沙汰が無かったが、1985年5月、スタッフの勧めでフジテレビ『夕やけニャンニャン』のオーディションコーナー、「ザ・スカウト アイドルを探せ!」に出場。105点を獲得して合格し、おニャン子クラブの会員番号17番となる。1986年6月に「あじさい橋」でソロデビュー。メンバーでは唯一の演歌界進出となった。同曲はオリコンチャートにおいて、演歌で初の初登場1位の記録を作った。
同グループ解散後、文化放送『走れ!歌謡曲』木曜日（水曜深夜）のパーソナリティや、フジテレビ『ものまね王座決定戦』にレギュラー出演、優勝も経験。
女優として1994年に放送されたナショナル劇場『江戸を斬る（第8部）』に、ゆき役で出演。
1995年7月より地方局向けラジオ番組『城之内早苗のハートフル・ダイアリー』を担当した。
2001年7月リリース「うずまき音頭」は「アース渦巻香」（アース製薬）CMソングとなり、本人も出演した。
2004年12月、『夕やけニャンニャン』の元ディレクターで『ものまね王座決定戦』のプロデューサーでもあった16歳年上の木村忠寛（現・フジテレビライツ開発局企画部長）と結婚。
2008年2月、レコード会社をユニバーサルシグマに移籍し、シングル「この街で」（テレビ東京『いい旅・夢気分』エンディングテーマ）をリリースした。
2010年9月22日、レコード会社をテイチクエンタテインメントに移籍し、移籍第一弾シングル「泣き砂 海風」を発売。USENリクエストチャートで歌謡曲・演歌部門さらには総合部門でも1位を獲得した。
2016年11月18日、第58回日本レコード大賞日本作曲家協会奨励賞受賞することが発表された。
2018年9月26日、レコード会社を徳間ジャパンコミュニケーションズに移籍、シングル「よりそい蛍」を発売。
2019年10月23日、新録オリジナル・アルバムとして1987年発売の「石畳の街」以来、32年ぶりとなるニュー・アルバム「早苗歌」を発売。
2021年8月31日、全国の通信カラオケDAMにおいて、カラオケ演奏の曲間に配信している演歌・歌謡に特化した情報コンテンツ「DAM CHANNEL演歌」の5代目MCに就任。

## 人物

### 子供時代
鹿島郡神栖町で会社経営をする父と母、4歳年下の弟の4人家族。小学生の頃女子プロレスが大人気だったことから、当時はビューティ・ペアに憧れていた。当時はお転婆な性格で弟にプロレス技をかけて泣かせていたが、弟がほかの男子にいじめられると助けに行っていた。
小学4年生の頃に母が近所の人たちと民謡を習いはじめ、見学に行ったことで本人も習いはじめる。同時期に父に連れられていったスナックのカラオケで小林幸子の「おもいで酒」や石川さゆりの「津軽海峡・冬景色」などを歌うようになる。

### 芸能界入り
中学2年生の時の「全日本演歌選手権」では、松原のぶえ「おんなの出船」の録音テープで応募したが、3次審査で落選。しかしCBS・ソニーの勧めで、月に2回、同社でのレッスンに通う。
2年後、CBS・ソニーから『夕やけニャンニャン』のアイドルオーディションコーナーへの誘いに躊躇したが、スタッフから「絶対に受からないから安心して」と言われ、軽い気持ちで参加を決める。おニャン子クラブ加入後から忙しくなって実家から通えなくなったため、明治大学付属中野高校夜間部に転入、文京区白山のCBS・ソニーの寮で生活を始めた。
1987年に同グループの解散を機に本格的に演歌歌手として活動を始めるが、当時は「おニャン子にしては歌が上手い」というレベルであり「ミスしても誰かがフォローしてくれる」というおニャン子時代の甘さが抜けていなかった。しかし先輩演歌歌手たちとの歌番組の収録で失敗したことで猛省し、その後の仕事では甘えず全力で取り組むことを決意。その後は真剣に歌に取り組んだが空回りする日々が続き、次第に歌うことが楽しくなくなった。ある日スタッフからの勧めでちあきなおみのアルバム（詳細不明）を聴いたことで歌声に衝撃を受け、スランプから抜け出した。

## エピソード
- 読売ジャイアンツで活躍した城之内邦雄は大叔父（祖父の弟）にあたる。
- 俳優の地井武男とは親戚になる[7]。
- 出身地の茨城県に本拠を置くJリーグ・鹿島アントラーズのサポーターである。
- 1984年に、出身地をモチーフにした「神栖町民音頭」（作詞：村田さち子、作曲：寺内タケシ）を録音している。
- 国生さゆりいわく、おニャン子クラブのなかで一番歌が上手かった[8]。
- おニャン子クラブのオーディションの際は、高校生でない河合その子と演歌の城之内とで「私たちは絶対に受からないよね。もう会えないかもね」と話して記念に一緒に東京タワーに登って別れた。その後、CBS・ソニーの寮で再会し2人とも驚いたという[9][10]。河合とは仲が良く[1]、1人部屋の寮に布団を2枚敷いて一緒に寝ていた[10]。
- 視力が悪いため、普段はコンタクトレンズを着用している。

## ディスコグラフィ

### シングル
- 1 - 6：CBS・ソニー、7・8：ポリスター、9 - 11：Y.J.サウンズ、12 - 16：zetima、17・18：Rice Music
19：ユニバーサルシグマ、20 - 28：テイチク、29 - ：徳間ジャパン。

| #  | 発売日          | 曲順 | タイトル                            | 作詞            | 作曲              | 編曲     | 規格品番          |
| -- | --------------- | ---- | ----------------------------------- | --------------- | ----------------- | -------- | ----------------- |
| 1  | 1986年 6月11日  | A面  | あじさい橋                          | 秋元康          | 見岳章            | 見岳章   | 07SH-1783         |
| 1  | 1986年 6月11日  | B面  | おニャン子クラブの あぶな〜い捕物帳 | 秋元康          | 夢旅人 見岳章     | 見岳章   | 07SH-1783         |
| 2  | 1986年 11月21日 | A面  | 流氷の手紙                          | 秋元康          | 後藤次利          | 若草恵   | 07SH-1846         |
| 2  | 1986年 11月21日 | B面  | 代官山恋物語                        | 秋元康          | 後藤次利          | 若草恵   | 07SH-1846         |
| 3  | 1987年 10月21日 | A面  | 金沢の雨                            | 秋元康          | 見岳章            | 見岳章   | 07SH-1991         |
| 3  | 1987年 10月21日 | B面  | 瞳坂・遅咲きスミレ                  | 谷穂ちろる      | 見岳章            | 見岳章   | 07SH-1991         |
| 4  | 1988年 5月21日  | A面  | とべないアヒル                      | 荒木とよひさ    | 後藤次利          | 川口真   | 07SH-3036         |
| 4  | 1988年 5月21日  | B面  | 巣立ち                              | 荒木とよひさ    | 後藤次利          | 川口真   | 07SH-3036         |
| 5  | 1989年 4月21日  | A面  | 夢までTAXI                          | 荒木とよひさ    | 杉本真人          | 川村栄二 | 07SH-3270         |
| 5  | 1989年 4月21日  | B面  | 涙の友人                            | 荒木とよひさ    | 杉本真人          | 川村栄二 | 07SH-3270         |
| 6  | 1990年 1月21日  | 01   | 雪ふりやまず                        | たきのえいじ    | 四方章人          | 前田俊明 | CSDL-3050         |
| 6  | 1990年 1月21日  | 02   | 心の振り子                          | たきのえいじ    | 緑一二三          | 戸塚修   | CSDL-3050         |
| 7  | 1992年 5月25日  | 01   | くちびる                            | たきのえいじ    | 杉本真人          | 若草恵   | PSDC-4005         |
| 7  | 1992年 5月25日  | 02   | ロマンティックに乾杯                | たきのえいじ    | 杉本真人          | 若草恵   | PSDC-4005         |
| 8  | 1993年 8月25日  | 01   | 酔わせてよ今夜だけ                  | 森高千里        | 森高千里          | 斉藤英夫 | PSDR-5023         |
| 8  | 1993年 8月25日  | 02   | 渡良瀬橋                            | 森高千里        | 斉藤英夫          | 斉藤英夫 | PSDR-5023         |
| 9  | 1995年 4月26日  | 01   | 幸せになります                      | 森高千里        | 斉藤英夫          | 斉藤英夫 | PSDF-5004         |
| 9  | 1995年 4月26日  | 02   | 止められない悲しみ                  | 夏目結生        | 斉藤英夫          | 斉藤英夫 | PSDF-5004         |
| 10 | 1996年 2月25日  | 01   | 都鳥                                | 松本礼児        | 杉本真人          | 川口真   | PSDF-5018         |
| 10 | 1996年 2月25日  | 02   | 泣くだけ 泣いたら                   | 蘭かおる        | 金田一郎          | 若草恵   | PSDF-5018         |
| 11 | 1997年 8月25日  | 01   | 奥飛騨☆星の宿                       | 岡西通雄 神坂薫 | 平尾昌晃          | 若草恵   | EPDE-3004         |
| 11 | 1997年 8月25日  | 02   | 氷河期                              | 荒木とよひさ    | 柴田遊            | 川村栄二 | EPDE-3004         |
| 12 | 1999年 3月1日   | 01   | 恋桜                                | 荒木とよひさ    | 弦哲也            | 南郷達也 | EPDE-1027         |
| 12 | 1999年 3月1日   | 02   | 隅田川                              | 荒木とよひさ    | 弦哲也            | 南郷達也 | EPDE-1027         |
| 13 | 2000年 7月26日  | 01   | 隅田川                              | 荒木とよひさ    | 弦哲也            | 南郷達也 | EPDE-1082         |
| 13 | 2000年 7月26日  | 02   | 白河夜船                            | 荒木とよひさ    | 弦哲也            | 南郷達也 | EPDE-1082         |
| 14 | 2001年 7月18日  | 01   | うずまき音頭                        | 荒木とよひさ    | 大田黒裕司        | 高橋諭一 | EPDE-1091         |
| 14 | 2001年 7月18日  | 02   | 隅田川                              | 荒木とよひさ    | 弦哲也            | 南郷達也 | EPDE-1091         |
| 15 | 2002年 2月27日  | 01   | 雪肌草                              | 荒木とよひさ    | 弦哲也            | 南郷達也 | EPDE-1096         |
| 15 | 2002年 2月27日  | 02   | 冬の旅路                            | 荒木とよひさ    | 弦哲也            | 南郷達也 | EPDE-1096         |
| 16 | 2002年 11月20日 | 01   | 大連の街から                        | 中山大三郎      | 中山大三郎        | 竜崎孝路 | EPDE-1103         |
| 16 | 2002年 11月20日 | 02   | 吟遊百景                            | 松本礼児        | 岡千秋            | 前田俊明 | EPDE-1103         |
| 17 | 2004年 11月26日 | 01   | 霧のかもめ唄                        | 吉岡治          | 五木ひろし        | 川村栄二 | PKCP-2004         |
| 17 | 2004年 11月26日 | 02   | 華舞台                              | 布施明          | 布施明            | 南郷達也 | PKCP-2004         |
| 18 | 2006年 3月24日  | 01   | シャボン玉                          | 荒木とよひさ    | 浜圭介            | 今泉敏郎 | PKCP-2018         |
| 18 | 2006年 3月24日  | 02   | 北の駅舎                            | 荒木とよひさ    | 浜圭介            | 今泉敏郎 | PKCP-2018         |
| 19 | 2008年 2月13日  | 01   | この街で                            | 新井満          | 新井満 三宮麻由子 | 瀬尾一三 | UMCK-5191         |
| 19 | 2008年 2月13日  | 02   | 向日葵                              | 幸克哉          | 幸克哉            | 幸克哉   | UMCK-5191         |
| 20 | 2010年 9月22日  | 01   | 泣き砂 海風                         | 喜多條忠        | 田尾将実          | 若草恵   | TECA-12255        |
| 20 | 2010年 9月22日  | 02   | あじさい橋 ニューバージョン         | 秋元康          | 見岳章            | 若草恵   | TECA-12255        |
| 21 | 2011年 7月20日  | 01   | 西馬音内 盆唄                       | 喜多條忠        | 田尾将実          | 南郷達也 | TECA-12293        |
| 21 | 2011年 7月20日  | 02   | 遠い花火                            | 喜多條忠        | 田尾将実          | 南郷達也 | TECA-12293        |
| 22 | 2012年 7月25日  | 01   | 松山しぐれ                          | 喜多條忠        | 弦哲也            | 前田俊明 | TECA-12351        |
| 22 | 2012年 7月25日  | 02   | 恋して 伊予                         | 喜多條忠        | 弦哲也            | 前田俊明 | TECA-12351        |
| 23 | 2013年 6月19日  | 01   | 佐渡炎歌                            | 喜多條忠        | 弦哲也            | 竜崎孝路 | TECA-12443        |
| 23 | 2013年 6月19日  | 02   | 朝霧みなと                          | 喜多條忠        | 弦哲也            | 前田俊明 | TECA-12443        |
| 24 | 2014年 2月19日  | 01   | 白鷺の宿                            | 喜多條忠        | 弦哲也            | 南郷達也 | TECA-12501        |
| 24 | 2014年 2月19日  | 02   | ランタンまつり                      | 喜多條忠        | 弦哲也            | 南郷達也 | TECA-12501        |
| 25 | 2015年 2月18日  | 01   | 空港物語                            | 荒木とよひさ    | 三木たかし        | 矢野立美 | TECA-12577        |
| 25 | 2015年 2月18日  | 02   | 砂のしゃぼん玉                      | 荒木とよひさ    | 三木たかし        | 矢野立美 | TECA-12577        |
| 26 | 2015年 11月18日 | 01   | おちょこ鶴                          | 内田りま        | みちあゆむ        | 前田俊明 | TECA-13644        |
| 26 | 2015年 11月18日 | 02   | 七つ橋渡り                          | 小宮正人        | 南部直登          | 前田俊明 | TECA-13644        |
| 27 | 2016年 12月14日 | 01   | 豆桜                                | 喜多條忠        | 岡千秋            | 蔦将包   | TECA-13727        |
| 27 | 2016年 12月14日 | 02   | 気がつけばいつでも夕陽              | 喜多條忠        | 岡千秋            | 蔦将包   | TECA-13727        |
| 28 | 2017年 11月15日 | 01   | 酔月夜                              | 喜多條忠        | 岡千秋            | 蔦将包   | TECA-13804        |
| 28 | 2017年 11月15日 | 02   | おはぐろとんぼ                      | 喜多條忠        | 岡千秋            | 蔦将包   | TECA-13804        |
| 29 | 2018年 9月26日  | 01   | よりそい蛍                          | かず翼          | 徳久広司          | 蔦将包   | TKCA-91117        |
| 29 | 2018年 9月26日  | 02   | なみだ月                            | かず翼          | 徳久広司          | 蔦将包   | TKCA-91117        |
| 30 | 2019年 6月5日   | 01   | 恋待ち夜雨                          | 石原信一        | 聖川湧            | 蔦将包   | TKCA-91170        |
| 30 | 2019年 6月5日   | 02   | 夕暮れ迷子                          | かず翼          | 桧原さとし        | 若草恵   | TKCA-91170        |
| 31 | 2020年 1月29日  | 01   | 恋衣                                | 石原信一        | 円広志            | 蔦将包   | TKCA-91230        |
| 31 | 2020年 1月29日  | 02   | あなたで良かった                    | かず翼          | 円広志            | 若草恵   | TKCA-91230        |
| 31 | 2021年 2月3日   | 03   | 越冬つばめ                          | 石原信一        | 篠原義彦          | D.C.O    | TKCA-91335 (DX盤) |
| 32 | 2022年 1月26日  | 01   | しあわせワルツ                      | たかたかし      | 三木たかし        | 若草恵   | TKCA-91387        |
| 32 | 2022年 1月26日  | 02   | こころの手紙                        | 伊藤薫          | 伊藤薫            | 西村真吾 | TKCA-91387        |

### デュエット・シングル
| 発売日         | デュエット | 曲順 | タイトル     | 作詞     | 作曲   | 編曲     | 規格品番   |
| -------------- | ---------- | ---- | ------------ | -------- | ------ | -------- | ---------- |
| 2012年 7月25日 | 山本譲二   | 01   | 渋谷川       | 喜多條忠 | 弦哲也 | 前田俊明 | TECA-12361 |
| 2012年 7月25日 | 山本譲二   | 02   | 夢でも愛して | 喜多條忠 | 弦哲也 | 前田俊明 | TECA-12361 |
| 2013年 8月21日 | 山本譲二   | 01   | 忘れるもんか | 喜多條忠 | 弦哲也 | 南郷達也 | TECA-12468 |
| 2013年 8月21日 | 山本譲二   | 02   | 京都夜曲     | 喜多條忠 | 弦哲也 | 南郷達也 | TECA-12468 |

### アルバム
| 発売日         | タイトル                                                               | 規格品番                                  |
| -------------- | ---------------------------------------------------------------------- | ----------------------------------------- |
| 1987年1月1日   | 冬芝居                                                                 | 32DH-590                                  |
| 1987年12月2日  | 石畳の街〜十九番目の冬〜                                               | 32DH-852                                  |
| 1988年7月21日  | 夏岬                                                                   | 15EH-8037                                 |
| 1990年10月21日 | ヒット全曲集                                                           | CSCL-1605                                 |
| 1991年11月1日  | ヒット全曲集'92                                                        | SRCL-2210                                 |
| 1995年5月25日  | ベスト・セレクション                                                   | PSCF-5002                                 |
| 1996年10月25日 | ニュー・ベスト－都鳥－                                                 | PSCF-5023                                 |
| 2001年1月24日  | スーパーベスト－隅田川－                                               | EPCE-5086                                 |
| 2002年11月20日 | GOLDEN☆BEST 城之内早苗 アーリー・ヒッツ                                | MHCL-181                                  |
| 2005年10月26日 | 全曲集〜霧のかもめ唄〜                                                 | PKCP-2014                                 |
| 2010年4月28日  | GOLDEN☆BEST 河合その子・国生さゆり・城之内早苗・渡辺美奈代・渡辺満里奈 | MHCL-1736                                 |
| 2013年1月23日  | ベストアルバム                                                         | TECE-3128                                 |
| 2016年2月17日  | ベストアルバム                                                         | TECE-3348                                 |
| 2017年12月13日 | ベストアルバム〜豆桜〜                                                 | TECE-3480                                 |
| 2019年10月23日 | 早苗歌                                                                 | TKCA-74811(初回限定盤) TKCA-74812(通常盤) |
| 2021年10月6日  | 全曲集〜恋衣〜                                                         | TKCA-74976                                |

### 委託盤
「伊奈町音頭」から「有秋音頭」まではCBS・ソニー、「北の岬」はzetima。
| 発売日        | タイトル       | 作詞           | 作曲       | 編曲       | 規格品番 |
| ------------- | -------------- | -------------- | ---------- | ---------- | -------- |
| 1984年        | 伊奈町音頭     | 遠藤義夫       | 寺内タケシ | 寺内タケシ | YGES-12  |
| 1984年        | 神栖町民音頭   | 村田さち子     | 寺内タケシ | 寺内タケシ | YGES-13  |
| 1984年        | 神栖歌謡曲     | 村田さち子     | 寺内タケシ | 寺内タケシ | YGES-13  |
| 1984年        | あけの音頭     | ブルージーンズ | 寺内タケシ |            | YGSS-42  |
| 1985年        | 宿毛音頭       | 池内泰夫       | 野村純造   | 丸山雅仁   | YGSS-49  |
| 1988年        | 有秋音頭       |                |            |            | YDSS-60  |
| 1995年11月3日 | 空と海と風の町 |                |            |            |          |
| 2002年5月     | 北の岬         | 高野利昭       | 武田健一   | 川口真     | TGDS-211 |

### 映像作品
| 発売日        | タイトル                                                      | 規格品番   |
| ------------- | ------------------------------------------------------------- | ---------- |
| 2006年8月30日 | 20周年記念DVD「愛をありがとう」                               | PKBP-2001  |
| 2011年7月20日 | アイドル・ミラクルビジョン 国生さゆり・城之内早苗・河合その子 | MHBL-164   |
| 2014年8月20日 | 映像シングルベスト〜カラオケつき〜                            | TEBE-35165 |

### タイアップ曲
| 年     | 楽曲           | タイアップ                             |
| ------ | -------------- | -------------------------------------- |
| 1995年 | 幸せになります | テレビ東京系『いい旅・夢気分』EDテーマ |
| 1997年 | 奥飛騨☆星の宿  | 安房トンネル開通記念イメージソング     |
| 2002年 | 吟遊百景       | 松本市市制95周年記念曲                 |
| 2008年 | この街で       | テレビ東京系『いい旅・夢気分』EDテーマ |
| 2013年 | 佐渡炎歌       | BS日テレ『歌謡プレミアム』テーマソング |
| 2018年 | よりそい蛍     | BS日テレ『歌謡プレミアム』テーマソング |

## 出演

### テレビ番組
- 夕やけニャンニャン（1985年5月 - 1987年8月、フジテレビ） - おニャン子クラブの一員として出演
- 夕食ニャンニャン（1986年5月 - 9月、フジテレビ） - 同上
- TKUカラオケ選手権（1991年7月 - 1993年10月、テレビ熊本） - 司会
- パラダイスぽんち（1995年1月2日 - 1月26日、フジテレビ）
- 演歌で乾杯（1996年12月 - 1997年3月、地方13局ネット） - アシスタント
- 食チャンネル 坂本廣子・城之内早苗の安心かんたん介護食〜炎のない料理〜（2000年8月 - 10月、SKY Perfec TV!・Direc TV）
- 城之内早苗の歌謡音楽館（2007年1月 - 2008年3月、テレビ埼玉） - レギュラー
- 早苗とみゆきの歌謡音楽館（2008年4月 - 6月、テレビ埼玉） - レギュラー
- ときめき歌謡曲（2008年7月 - 2011年6月、テレビ埼玉） - レギュラー

### テレビドラマ
- 月曜ドラマランド「おニャン子学園危機イッパツ・とんだ放課後」（1986年5月12日、フジテレビ） - めぐみ 役
- 木曜ドラマストリート「あぶない課外授業」（1986年6月12日、フジテレビ）
- 月曜ドラマランド「おニャン子捕物帳 謎の村雨城」（1986年12月8日、フジテレビ） - 主演
- 江戸を斬る（第8部）（1994年1月31日 - 7月25日、TBS） - ゆき 役
- 龍飛岬に消えた殺人者（1997年6月21日、テレビ朝日）

### ラジオ
- わが人生に乾杯!（2006年2月1日 - 、NHKラジオ第1） - 4週に1回アシスタントとして出演。
- 城之内早苗のお夜食ないと（1986年10月12日 - 1987年1月4日、日曜21:00 - 21:30 文化放送） - パーソナリティ[2]
- 城之内早苗のよい子はパックン!（1987年1月 - 1988年4月、日曜5:35 - 5:50 文化放送） - パーソナリティ
- 田中義剛の走れ!歌謡曲（1991年12月 - 1992年3月、文化放送） - アシスタント
- 走れ!歌謡曲（1992年4月 - 1996年3月、文化放送） - パーソナリティ（毎週木曜担当、午前3時から5時）
- TOKYOベストヒット（1986年10月 - 1987年6月、ニッポン放送） - アシスタント[2]
- 城之内早苗のハートフルダイアリー（1995年7月 - 2021年9月、茨城放送・和歌山放送等）
- TANSAN HOUR 今夜もシュワシュワ（2023年2月 - 、FMヨコハマ） - 偶数月第1週に出演

### 吹き替え
- 朱蒙 -チュモン- Prince of the Legend（イェ・ソヤ【ソン・ジヒョ】役）

### 舞台
- 寿新春五木ひろし特別公演 歌☆舞☆奏スペシャル（1995年1月2日 - 1月26日）

### CM
- アース製薬 アース渦巻香 うずまき音頭（2001年7月 - 2010年）
- BOSS贅沢微糖（2010年1月）
- 痛快!買い物ランドSHOPJIMA（テレビショッピング）（2017年 - ）

## 受賞
- 第27回日本有線大賞有線音楽優秀賞「酔わせてよ今夜だけ」（1994年）
- 2012年度藤田まさと賞「松山しぐれ」（2012年）
- 第58回日本レコード大賞日本作曲家協会奨励賞（2016年）